# بيتر ماكدونالد (طبيب)
بيتر ماكدونالد (بالإنجليزية: Peter Macdonald)‏ هو طبيب أسترالي، ولد في 29 مايو 1943 في غلاسكو في المملكة المتحدة.